# 이반 엘게라
이반 엘게라 부히아(스페인어: Iván Helguera Bujía iˈβan elˈɣeɾa βuˈxi.a[*], 1975년 3월 28일, 칸타브리아 지방 산탄데르 ~)는 스페인의 전 축구 선수이다.
중앙 수비수나 수비형 미드필더로 뛸 수 있는 그는 수비와 공격에서 모두 두각을 나타내며, 그는 현역 시절 5개의 프로 구단에서 뛰었는데, 주로 레알 마드리드에서 활약했고, 선수단의 주축으로 많은 성공을 거두었으며, 발렌시아에서 말년을 보냈고, 20대 초반에는 로마로 둥지를 옮겨 해외에서 생활한 적도 있지만 그리 성공적이지 못했다.
스페인 국가대표로 50여번의 국가대표팀 경기에 출전한 엘게라는 2002년 FIFA 월드컵과 2차례의 UEFA 유럽 축구 선수권 대회에 참가했다. 현역 11시즌에 걸쳐 그는 291번의 라 리가 경기에 출전해 21골을 넣었다.

## 클럽 경력

### 초기부터 레알 마드리드까지
칸타브리아 지방 산탄데르 출신인 엘게라는 만체고와 알바세테를 거쳐 프로 무대에 발을 디뎠고, 알바세테에서는 1996-97 시즌에 14번의 세군다 디비시온 경기에 출전했다. 그는 이후 세리에 A의 로마로 같은 국적의 세사르 고메스와 건너갔지만, 실망스러운 행보를 보인 한 시즌 후, 에스파뇰에 입단해 꾸준한 활약을 펼치다가 1998-99 시즌이 종료되기 전에 레알 마드리드 입단을 확정지었다.
1999년 7월에 레알 마드리드에 합류한 이래, 엘게라는 즉시 주전 선수로 발돋움하였고, 수비수와 미드필더 보직을 옮겨다니며 2년차와 4년차에 라 리가에서 각각 5골과 6골을 넣어 그 해 리그 우승에 일조했다. 그는 수도 연고 구단이 UEFA 챔피언스리그 정상에 2번 오르는 데에도 힘을 보탰다. 1999-2000 시즌의 결승전에서는 같은 스페인 리그의 발렌시아를 상대했고, 이 경기에서 최후방 수비수로 선발 출전해 3-0 승리를 동료들과 함께 맛보았고, 2년 뒤 결승전에서는 중앙 수비를 맡아 레버쿠젠을 상대로 2-1로 이기는 데에 도왔다.
막판 2년을 붙박이 주전으로 보내지 못했지만, 엘게라는 모든 대회를 통틀어 42경기에 출전했고, 3-1로 이긴 2006년 10월 28일 짐나스틱과의 경기에서 골을 기록했다. 레알 마드리드에서의 마지막 시즌을 시작하기 전, 엘게라는 자신의 등번호 6번을 신입생 마하마두 디아라에게 뺏기고 등번호 21번을 받고 유소년부와 같이 훈련하면서 구단과의 계약이 2009년 6월까지 유효하지만, 구단을 떠날 지에 대한 의문이 나왔다. 그러나, 그는 주전 지위를 탈환하기 위해 노력할 것을 선언했고, 2006-07 시즌에 소속 구단이 리그 우승을 하는데에 어느정도 도움을 주었다.

### 발렌시아
2007년 7월 20일, 엘게라는 발렌시아와 3년 계약을 맺었고, 입단하면서 "오래 전부터" 발렌시아 입단을 희망했고, 구단에 합류한 것이 "행복하다"고 표의했다. 발렌시아 1년차에 그는 선수단의 주축으로 활약해 동지들이 코파 델 레이 우승을 거두는 데에 일조했다.
그러나, 그 다음 시즌에 출장 기회가 급감하면서 엘게라는 2008년 12월 12일에 자신의 계약을 해지했고, 디나모 부쿠레슈티와 로스앤젤레스 갤럭시 가 2009년에 들어 엘게라의 영입에 관심을 보였지만, 이적이 성사되지 않았고, 그는 2009년에 은퇴를 선언했다.

## 국가대표팀 경력
엘게라는 스페인 국가대표팀 일원으로 47번의 경기에 출전했는데, 처음 출전한 경기는 1998년 11월 18일, 2-2로 비긴 이탈리아와의 친선경기였다. 그는 UEFA 유로 2000, 2002년 FIFA 월드컵, 그리고 UEFA 유로 2004에 자국을 대표로 출전했지만, 루이스 아라고네스 국가대표팀 감독이 2006년 FIFA 월드컵 본선을 몇 달 앞두고 선수단에서 제외시키면서, 두 번의 FIFA 월드컵에 참가하지는 못했다.

### 국가대표팀 득점 기록
| #  | 날짜            | 장소                               | 상대         | 점수 | 결과 | 대회                      |
| -- | --------------- | ---------------------------------- | ------------ | ---- | ---- | ------------------------- |
| 1. | 2001년 3월 24일 | 호세 리코 페레스, 알리칸테, 스페인 | 리히텐슈타인 | 1–0  | 5–0  | 2002년 FIFA 월드컵 예선전 |
| 2. | 2001년 3월 28일 | 메스타야, 발렌시아, 스페인         | 프랑스       | 1–0  | 2–1  | 친선경기                  |
| 3. | 2003년 4월 2일  | 레이노 데 레온, 레온, 스페인       | 아르메니아   | 2–0  | 3–0  | UEFA 유로 2004 예선전     |

## 사생활
엘게라의 남동색 루이스도 프로 축구 선수이다. 미드필더인 그는 사라고사와 알라베스에서 1부 리그 경기에 뛰었었고, 이탈리아 무대에 진출하기도 했다.
그는 오랜 기간 교재한 이성친구 로레나와 결혼해 2005년 11월 30일에 장남 루카를 득남했다.

## 경력 통계

### 클럽
| 클럽 경력 | 클럽 경력     | 클럽 경력       | 리그 | 리그 | 컵            | 컵            | 대륙 | 대륙 | 합계 | 합계 |
| 시즌      | 클럽          | 리그            | 출장 | 골   | 출장          | 골            | 출장 | 골   | 출장 | 골   |
| 스페인    | 스페인        | 스페인          | 리그 | 리그 | 코파 델 레이  | 코파 델 레이  | 유럽 | 유럽 | 합계 | 합계 |
| --------- | ------------- | --------------- | ---- | ---- | ------------- | ------------- | ---- | ---- | ---- | ---- |
| 1995–96   | 만체고        |                 | 0    | 0    |               |               |      |      | 0    | 0    |
| 1996–97   | 만체고        |                 | 13   | 2    |               |               |      |      | 13   | 2    |
| 1996–97   | 알바세테      | 세군다 디비시온 | 14   | 2    |               |               |      |      | 14   | 2    |
| 이탈리아  | 이탈리아      | 이탈리아        | 리그 | 리그 | 코파 이탈리아 | 코파 이탈리아 | 유럽 | 유럽 | 합계 | 합계 |
| 1997–98   | 로마          | 세리에 A        | 8    | 0    |               |               |      |      | 8    | 0    |
| 스페인    | 스페인        | 스페인          | 리그 | 리그 | 코파 델 레이  | 코파 델 레이  | 유럽 | 유럽 | 합계 | 합계 |
| 1998–99   | 에스파뇰      | 라 리가         | 37   | 2    | 3             | 0             | 0    | 0    | 40   | 2    |
| 1999–2000 | 레알 마드리드 | 라 리가         | 33   | 0    | 6             | 0             | 15   | 2    | 54   | 2    |
| 2000–01   | 레알 마드리드 | 라 리가         | 32   | 5    | 1             | 0             | 16   | 6    | 49   | 11   |
| 2001–02   | 레알 마드리드 | 라 리가         | 26   | 3    | 6             | 0             | 12   | 3    | 44   | 6    |
| 2002–03   | 레알 마드리드 | 라 리가         | 33   | 6    | 1             | 0             | 17   | 0    | 51   | 6    |
| 2003–04   | 레알 마드리드 | 라 리가         | 29   | 1    | 6             | 0             | 8    | 2    | 43   | 3    |
| 2004–05   | 레알 마드리드 | 라 리가         | 34   | 3    | 1             | 0             | 10   | 1    | 45   | 4    |
| 2005–06   | 레알 마드리드 | 라 리가         | 19   | 0    | 4             | 0             | 4    | 1    | 27   | 1    |
| 2006–07   | 레알 마드리드 | 라 리가         | 23   | 1    | 2             | 0             | 5    | 0    | 30   | 1    |
| 2007–08   | 발렌시아      | 라 리가         | 24   | 1    | 6             | 0             | 7    | 1    | 37   | 1    |
| 2008–09   | 발렌시아      | 라 리가         | 1    | 0    | 2             | 0             | 3    | 0    | 6    | 0    |
| 국가      | 스페인        | 스페인          | 318  | 26   | 38            | 0             | 97   | 16   | 453  | 41   |
| 국가      | 이탈리아      | 이탈리아        | 8    | 0    |               |               |      |      |      |      |
| 합계      | 합계          | 합계            | 326  | 26   |               |               |      |      |      |      |

### 국가대표팀
| 스페인 국가대표팀 | 스페인 국가대표팀 | 스페인 국가대표팀 |
| 연도              | 출장              | 골                |
| ----------------- | ----------------- | ----------------- |
| 1998              | 1                 | 0                 |
| 1999              | 2                 | 0                 |
| 2000              | 10                | 0                 |
| 2001              | 6                 | 2                 |
| 2002              | 11                | 0                 |
| 2003              | 8                 | 1                 |
| 2004              | 9                 | 0                 |
| 합계              | 47                | 3                 |

## 수상
레알 마드리드
- 라 리가: 2000–01, 2002–03, 2006–07
- 수페르코파 데 에스파냐: 2001, 2003
- UEFA 챔피언스리그: 1999–2000, 2001–02
- 인터콘티넨털컵: 2002
- UEFA 슈퍼컵: 2002

발렌시아
- 코파 델 레이: 2007–08